# 彻门德
彻门德，是匈牙利绍莫吉州所辖的一个村。总面积8.66平方公里，总人口299，人口密度34.5人/平方公里（2011年1月1日）。